# Lambda Chamaeleontis
Lambda Chamaeleontis (λ Chamaeleontis, förkortat Lambda Cha, λ Cha)  som är stjärnans Bayerbeteckning, är en ensam stjärna belägen i den södra delen av stjärnbilden Flugan. Den har en kombinerad skenbar magnitud på 5,17 och är svagt synlig för blotta ögat där ljusföroreningar ej förekommer. Baserat på parallaxmätning inom Hipparcosuppdraget på ca 7,7[6] mas, beräknas den befinna sig på ett avstånd på ca 420 ljusår (ca 130 parsek) från solen.
Stjärnan var först betecknad Lambda Chamaeleontis av Lacaille, i hans Coelum Australe Stelliferum. Han placerade den nära Pi Chamaeleontis i både ljusstyrka och placering. När IAU omdefinierade stjärnbildernas gränser år 1930, placerades Lambda Chamaeleontis något över gränsen till stjärnbilden Flugan, snarare än i Kameleonten.

## Egenskaper
Lambda Chamaeleontis är en orange jättestjärna av spektralklass K2 II/III. Den utsänder från dess fotosfär ca 237 gånger mera energi än solen vid en effektiv temperatur på ca 4 470 K.